# ハリー・グリッケン
ハリー・グリッケン（英: Harry Glicken、1958年3月7日 - 1991年6月3日）は、アメリカ合衆国の火山学者である。
火山活動に伴って発生する地すべりに関する研究の第一人者として知られていたが、1991年に発生した雲仙・普賢岳の大火砕流に巻き込まれ、同行していたクラフト夫妻と共に死亡した。

## 経歴

### セント・ヘレンズ山の観測

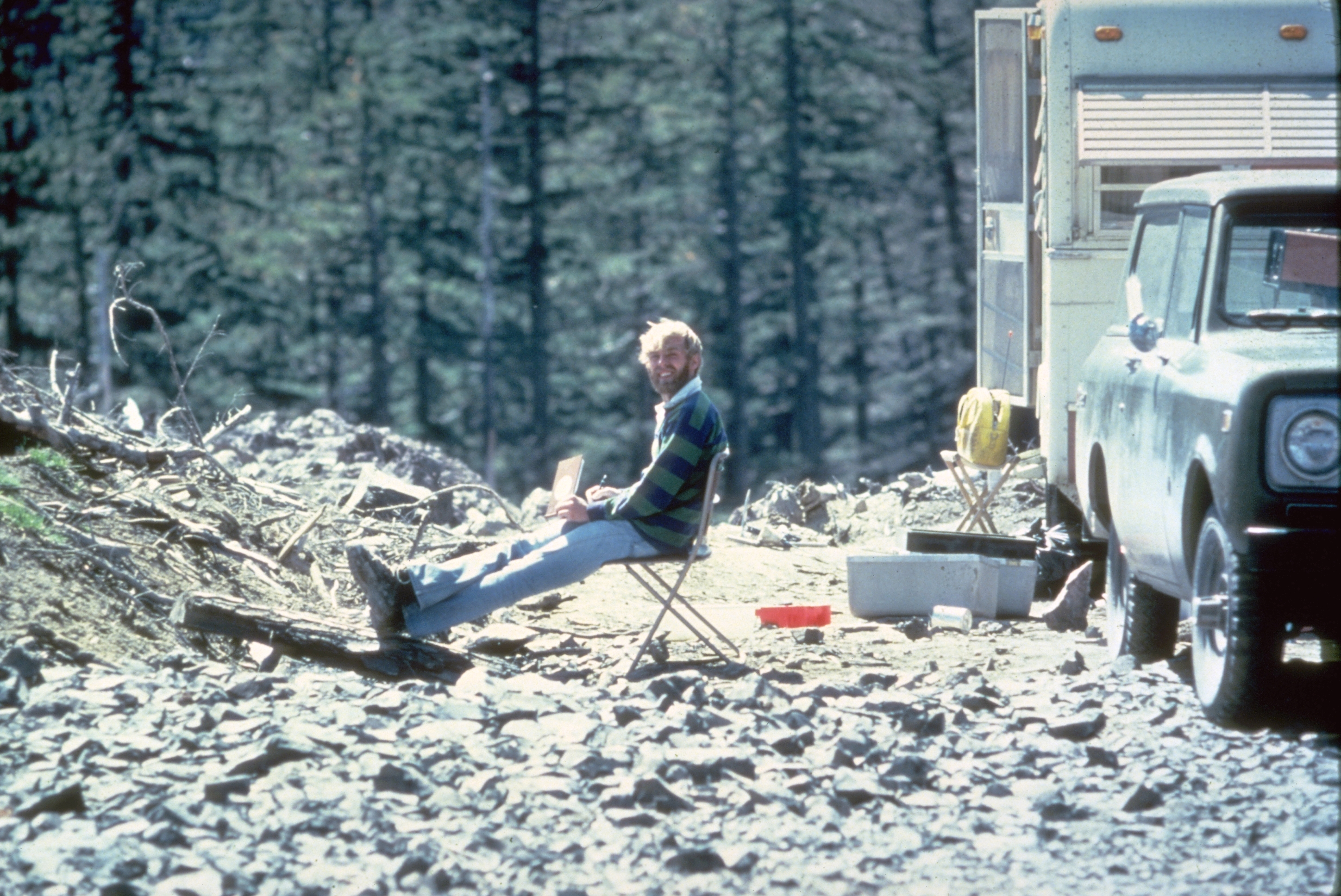
デイヴィッド・ジョンストン。グリッケンの指導者かつ助言者だった。
この写真は、1980年のセント・ヘレンズ山噴火の約13時間前に撮影されたものである。

1958年、父ミルトンと母アイダの間に生まれる。1980年にスタンフォード大学を卒業し、カリフォルニア大学サンタバーバラ校に進学した。同年の後半にはアメリカ地質調査所に出向し、ワシントン州の火山であるセント・ヘレンズ山の観測に尽力した。
1850年代の噴火を最後に休眠状態にあったセント・ヘレンズ山は、1980年3月頃から再び火山活動が活発になりつつあった。頻発する地震や火山活動を受け、アメリカ地質調査所のバンクーバー支所で働く火山学者は、差し迫っている噴火を観測する準備をしていた。地質学者であるドン・スワンソンは成長する溶岩ドームとその周辺に反射器を設置し、1980年5月1日にコールドウォーターIとIIの観測基地を設立した上で、ドームの変形に伴う反射器までの距離の変化を光波測距儀を用いて測定していた。グリッケンはセント・ヘレンズ山を2週間にわたって観測し、山から北西に5マイル (8 km) 強に位置するコールドウォーターII基地にあるトレーラーで寝泊まりしていた。
1980年5月18日、6日間の観測任務を終えたグリッケンはカリフォルニア州マンモスで指導教授のリチャード・V・フィッシャーから卒業研究に関する面接を受けるため、休暇を取った。その代役として、グリッケンの研究の助言者で指導者でもあるデイヴィッド・ジョンストンが観測任務に就いたが、火山内部には移動性のマグマの兆候があり、ジョンストンはその安全性について懸念を表明していた。
5月18日8時32分、セント・ヘレンズ山北側の斜面直下で発生したマグニチュード5.1の地震によって山体の一部が滑落し始め、大規模な噴火が発生した。火砕流が斜面を超音速に近い速度で流れ落ち、巻き込まれたジョンストンは即死した。
噴火後、グリッケンは救助活動の中心となったトゥートル高校へ行き、アメリカ空軍予備役救援大隊と合流してジョンストンがいる基地の捜索にあたった。ヘリコプター3機による捜索活動は6時間近くにも及んだが、何の痕跡も見つからなかった。グリッケンは4機目のヘリコプターを出すよう依頼したが、危険な状態であったためこれは却下された。この時、グリッケンはひどく取り乱しており、ジョンストンの死を受け入れようとしいなかったが、スワンソンに慰められたことで落ち着きを取り戻した。

### 火山性地すべりに関する研究
セント・ヘレンズ山の噴火を受け、アメリカ地質調査所の科学者はオレゴン州、ワシントン州、アイダホ州における火山観測を行うため、バンクーバーにデイヴィッド・A・ジョンストン・カスケード火山観測所を建設することを決定した。グリッケンはセント・ヘレンズ山に戻り火山の側面噴火の名残を分析したが、観測所の職員が既に山での研究を始めており、グリッケンが独自のアプローチで地質調査所を支援したいという申し出は、上級科学者たちから断られた。
その代わりとして、グリッケンは観測所に新しく着任してきた地滑りの専門家であるバリー・ボイトとの仕事に専念した。それが調査所で新たな仕事を得る動機となり、結果としてジョンストンの死による苦悶が和らげられることにも繋がった。グリッケンと地質学者のチームは、セント・ヘレンズ山本体のおよそ4分の1に相当する、山体の構造的崩壊から生じた岩屑原の地図を作成した。チームは広範囲にわたる綿密な分析を通じて、幅100ヤード (91 m) もある巨岩から単なる小石まで、それぞれの起源や移動の手段までをも解き明かした。
グリッケンはチームと共に火山の地滑りに関する研究を行い、「背の高い火山は崩壊しやすい」という理論を打ち立てた。細部まで注意が払われ、特徴的な結論を導き出したこの理論は学界から称賛を集め、世界中の火山で同様に堆積されたものを火山学者が特定できるようになった。グリッケンの論文に基づく所見が複数の短い記事で紹介され、グリッケンは背の高い火山に近いハンモック原の形成を説明できる地質学者の第一人者として認められるようになった。

### その後の研究と死
研究の成功で名声を得たグリッケンは、日本、ニュージーランド、グアドループで国際的な研究を行う機会を得たものの、依然としてアメリカ地質調査所での職は得られなかった。調査所の上級職員にとって、グリッケンの行動の奇抜さが受け入れ難いものだったためである。
セント・ヘレンズ山での活動も減少したため、アメリカ地質調査所はカスケード火山観測所の予算を削減し、閉鎖も検討するようになった。それでもグリッケンは調査所の支援を1989年まで続け、カリフォルニア大学サンタバーバラ校で研究者の助手も務めた。
1989年にはアメリカ国立科学財団からの補助金の支援を受け、日本の東京大学地震研究所に赴任し博士研究員として火山学の研究を続けた。後に東京都立大学へ移り、研究室教授兼翻訳者として活動した。
この頃より、グリッケンは長崎県にある雲仙岳の研究に関わるようになる。雲仙岳は1990年（平成2年）11月の噴火以来198年ぶりとなる活動期に入っており、1991年（平成3年）に入ると小規模な噴火や土石流が頻発するようになった。同年5月24日には最初の火砕流が発生し、その到達距離は日を追うごとに次第に長くなる傾向が見られた。
グリッケンはフランスの火山学者であるクラフト夫妻と共に雲仙岳へ向かい、同年6月2日に現地入りし調査を行っていた。しかし翌6月3日、噴火を撮影している最中に立っていた高台が予想外の火砕流に襲われ、同行していたクラフト夫妻やマスコミ関係者、消防関係者ら42名と共に死亡した。グリッケンの遺体は4日後に見つかり、両親の要請に従って火葬に付された。
現在に至るまで、ジョンストンとグリッケンはただ2人、噴火で死亡したアメリカ人火山学者となっている。

### 死後の報告書
生前のグリッケンは、それまでに短い記事で出版していた文書をまとめて博士論文として出版することを考えていた。すでに火山斜面の岩屑なだれの分類定義を終えており、その主題に関して幾つかの論文を書いている最中だった。スワンソンはグリッケンをこの分野で最先端の専門家と位置づけた。
1980年のセント・ヘレンズ山の噴火後、裂け目に関する研究は、著名な火山で特定された岩屑を研究することで成熟していった。グリッケンが手掛けたセント・ヘレンズ山の火砕流に関する研究は、今日までその分野でほとんど完成されたものであると考えられている。その報告書は、アメリカ地質調査所時代の知人だったキャロル・オステングレン、ジョン・コスタ、ダン・ズリシン、ジョン・メイジャーによって、1つの報告書として1996年に出版された。メイジャーはグリッケンの論文の序文で「セント・ヘレンズ山の堆積物がこれほど詳細に地図化されることは二度とないだろう」と記した。
グリッケンの報告書は「ワシントン州セント・ヘレンズ山の1980年5月18日の岩盤すべり屑なだれ」と題されている。長年にわたるグリッケンの研究と実地調査で構成されたこの報告書は、噴火の写真や、噴火前のセント・ヘレンズ山に関する記述が見られ、ボイトの論文などそれ以前の出版物にも言及があった。この報告書で、グリッケンは縮尺24,000分の1の地滑り堆積物の地図を作っており、さらに縮尺12,000分の1で、岩石の種類を記述する岩石学の地図を加えていた。また各地の滑りの写真や推計速度のデータなどを用いて、滑った塊のそれぞれの動きについて結論を出し、それぞれの構成を詳述した上で塊の間の相互作用を整理していた。

## 賛辞と遺産
グリッケンの同僚は彼の業績を称賛していたにもかかわらず、彼を奇抜だとみなし、大いに秩序を乱す者と考えていた。おしゃべりで極度に感受性が強いことで知られ、仲間内からは変わり者とみなされることが多く、細部にこだわり過ぎることもあったという。
ある友人は「ハリーは全ての人格が個性的だった。ハリーを知っている者なら誰でも、彼が科学者として優秀な者であることに驚いていた」とした上で、グリッケンが車を運転する際の習慣については「全速力で道路を走りたがり、彼にとって重要なこと全てについて語り、信号機のある交差点に来ても気にせずに通過し、通過したことに気づいてすらなかったという、漫画のような性格だ」と語っている。
グリッケンの父・ミルトンは1991年、グリッケンが「その情熱を追求しているうちに死んだ」とした上で、「火山学に全的に没頭していた」とも語った。 
アメリカ地質調査所の同僚だったドン・ピーターソンは、グリッケンが「観察したものに情熱的にアプローチすることを熱望していた」とし、その経歴を通じて大学院生としての業績を称賛している。
グリッケンの指導教授だったリチャード・V・フィッシャーは、その分野でのグリッケン個人の情熱について語り、「セント・ヘレンズ山で起きたことは、長い間グリッケンを深く悩ませたものであり、ある意味で以前よりもさらにその分野に没頭させることになったと考えられる」と記している。
同僚のロビン・ホルコームは「ハリーは大変情熱的であり、聡明であり、大望があり、火山について価値のあることを行おうと切望していた」と述べている。
多くの研究が、グリッケンの提唱した火山地滑りの分類を利用しており、その後の多くの論文はグリッケンの1996年の報告書を認知し引用している。アメリカ地質調査所雇員であるドン・スワンソンは、グリッケンの業績全体を顧みて「火山岩屑なだれの研究で世界の指導者」だと称えている。
グリッケンはカリフォルニア大学サンタバーバラ校と密接な繋がりがあり、そこで博士号を取得し、研究を続けた。グリッケンの大学との協業を記憶するために、毎年地球科学部が地質学の分野で優れた卒業生に「ハリー・グリッケン記念卒業奨学金」を与えている。これはハリー・グリッケン基金が創設したものであり、火山の挙動に関する研究を行う学生を支援することを目指している。

## 出版物の抜粋
グリッケンの著作の多くは1980年のセント・ヘレンズ山の噴火を中心としたものである。岩屑なだれについては、他の火山学者との共著もある。同僚のジョン・メイジャーは「ハリーの業績の全てが出版されることはなかった」と記している。
- 1980年のワシントン州セント・ヘレンズ山の噴火 USGS Professional Paper No. 1250. United States Geological Survey. (1981). p. pgs. 347–377.
- ワシントン州セント・ヘレンズ山地域における、キャッスル・クリーク南支流閉鎖部の安定性について、地下水、斜面の安定度、地震ハザードの影響 USGS Professional Paper No. 1345. United States Geological Survey. (1981).
- ワシントン州セント・ヘレンズ山地域における、キャッスル・クリーク南支流閉鎖部の安定性について、地下水、斜面の安定度、地震ハザードの影響 USGS Open File No. 84–624. United States Geological Survey. (1984).
- ワシントン州セント・ヘレンズ山スピリット湖閉鎖の地質学と地下水水文学、湖の保持力に関して推測できること USGS Bulletin No. 1789. United States Geological Survey. (1989).
- ワシントン州セント・ヘレンズ山の岩盤すべり屑なだれ、1980年5月18日 USGS Open File No. 96-677. United States Geological Survey. (1996).